# Sopwith L.R.T.Tr.
Sopwith Long Range Tractor Triplane (L.R.T.Tr – Máy bay ba tầng cánh động cơ kéo tầm xa) là một mẫu thử máy bay tiêm kích hộ tống ba tầng cánh tầm xa của Anh trong Chiến tranh thế giới I.

## Tính năng kỹ chiến thuật (L.R.T.Tr.)
Dữ liệu lấy từ War Planes of the First World War:Volume Two Fighters 
Đặc điểm tổng quát
- Kíp lái: 3
- Chiều dài: 35 ft 3 in (10.75 m)
- Sải cánh: 52 ft 9 in (16.08 m)
- Động cơ: 1 × Rolls-Royce Eagle kiểu động cơ V12, làm mát bằng nước, 250 hp (187 kW)

Hiệu suất bay
- Vận tốc cực đại: ~ 107[2] mph (172 km/h)

Vũ khí trang bị
- 1× Súng máy Lewis .303 in (7,7 mm)
- 1× Súng máy Lewis